# Liudger

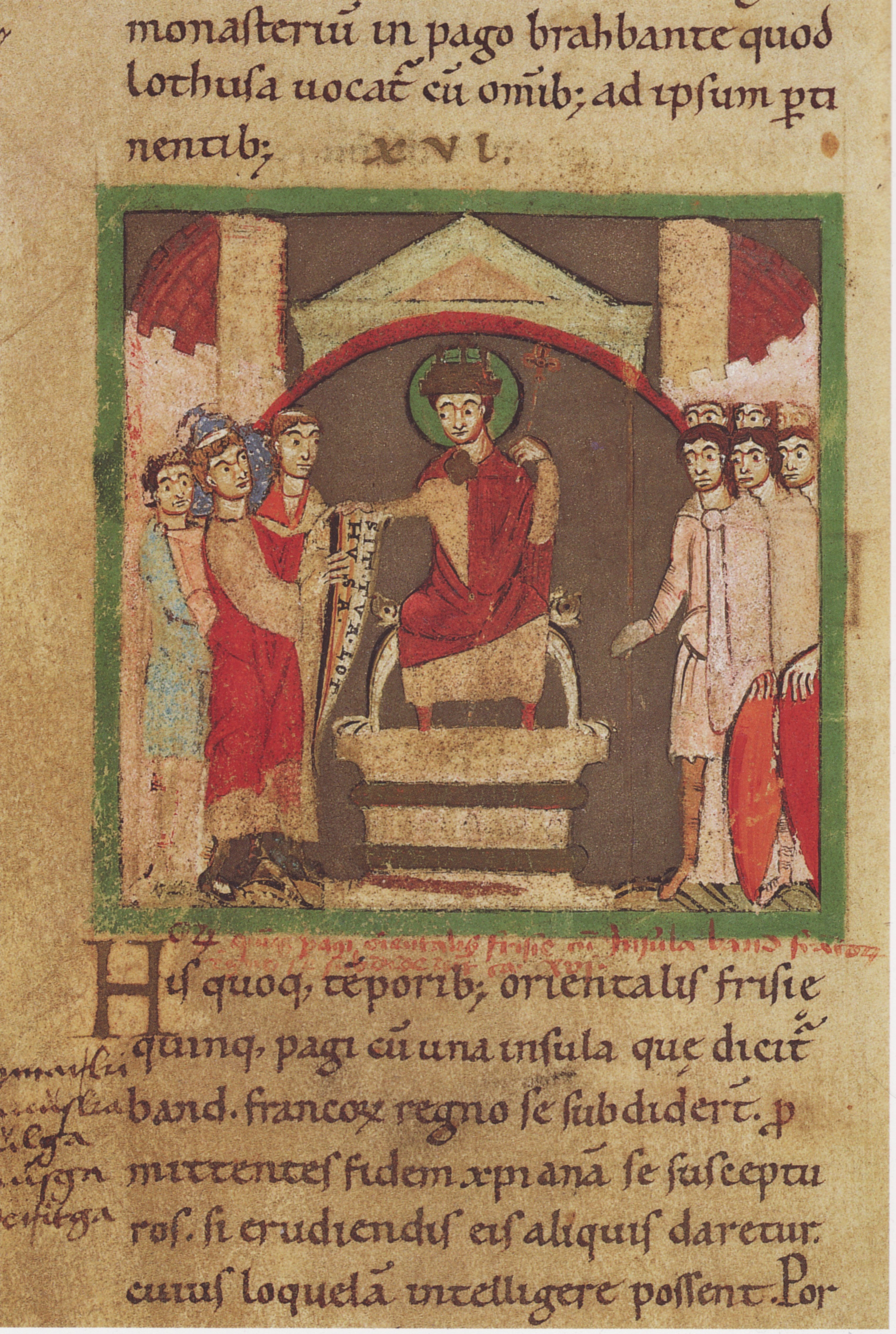
Karl der Große verleiht Liudger das brabantische Kloster Lothusa. Buchmalerei aus der Vita secunda Liudgeri, Staatsbibliothek zu Berlin ms. theol. lat fol. 323, fol. 8v.

Der heilige Liudger (* um 742 bei Utrecht; † 26. März 809 bei Billerbeck) war Missionar, Gründer und Abt des Klosters Werden sowie des Helmstedter Klosters St. Ludgeri, Werdener Klosterleiter und erster Bischof von Münster.

## Leben
| Utrecht(742) |

| York(767) |

| Rom(784) |

| Montecassino(784/785–787) |

| Helgoland(791) |

| Werden(800) |

| †Billerbeck(809) |

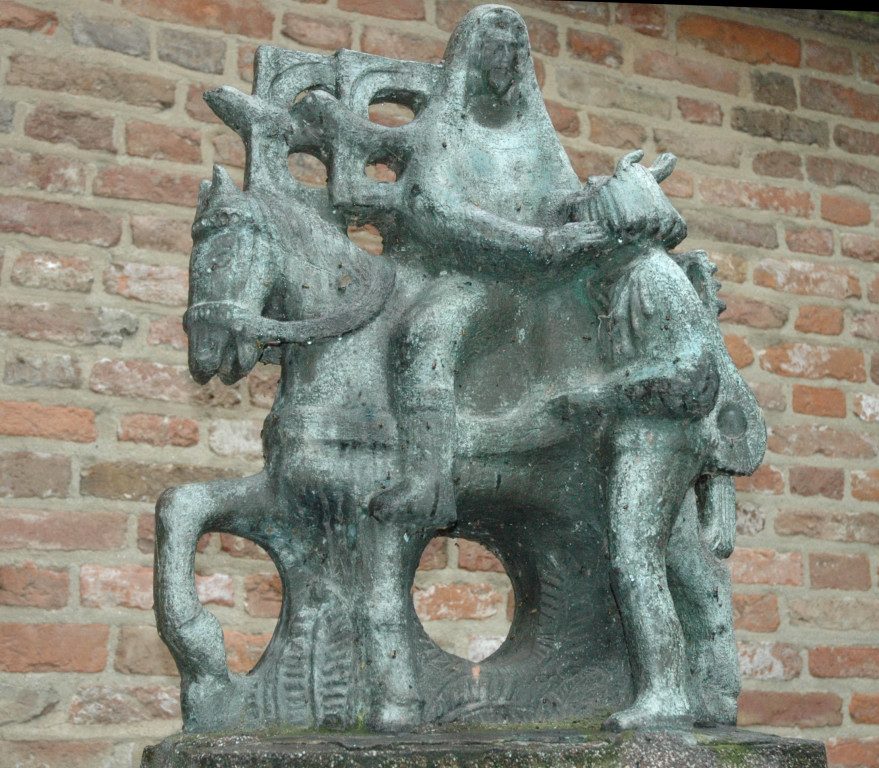
Die Begegnung von Liudger und Bernlef, Lochem, Gelderland, Niederlande

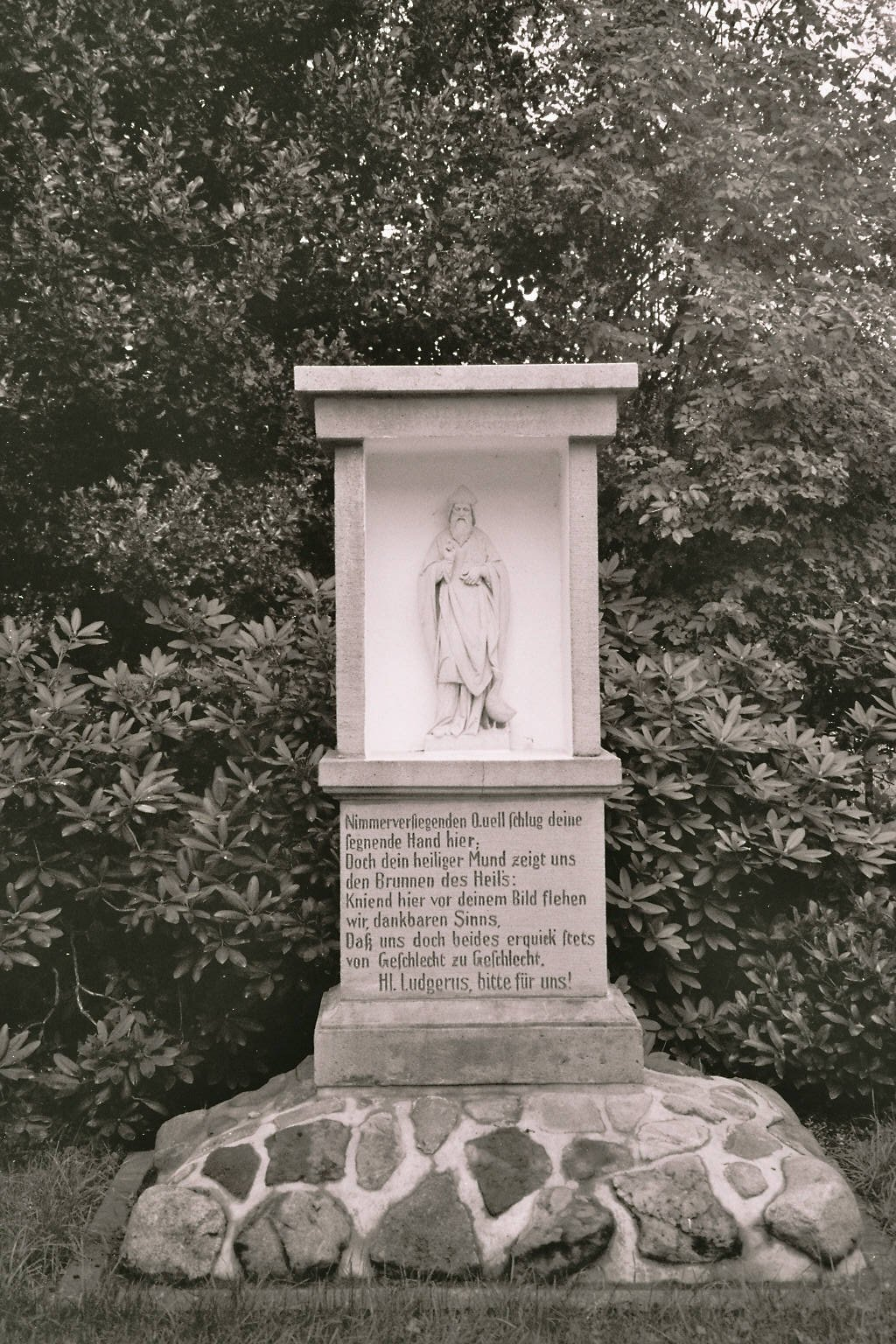
Standbild bei Haltern mit St. Ludgerus und der begleitenden Gans

Von dem friesischen Missionar und Klostergründer berichten zuvorderst die Lebensbeschreibungen über Liudger (Ludgerus) (Liudgervita Altfrids, Vita Liudgeri secunda, Vita tertia u. a.), dann die frühen Werdener Urkunden als etwas spätere versehene Abschriften, schließlich mittelalterliche und frühneuzeitliche Geschichtsschreiber, die aber gegenüber den zuerst genannten Quellen nichts Neues bringen. Aus dem Überlieferten ergibt sich:

### Herkunft und Ausbildung
Der Friese Liudger wurde um 742 bei Utrecht geboren. Er war der Sohn christlicher Eltern (Thiadgrim und Liafburg) und Mitglied eines angesehenen und weit verzweigten friesischen Adelsgeschlechts. Schon früh für eine geistliche Laufbahn bestimmt, finden wir Liudger zwischen 756 und 767 als Schüler an der Utrechter Domschule (Martinsstift), wo vermutlich auch sein Bruder Hildegrim studierte, der spätere Bischof von Chalons. Hier vermittelte ihm der Missionar Gregor von Utrecht († 775) als theologische Grundausbildung die Disziplinen der artes liberales, der „sieben freien Künste“. Zur Vervollständigung seiner Studien reiste Liudger 767 nach York zur Domschule des Gelehrten Alkuin (730–804). Dort weihte noch im selben Jahr Erzbischof Ethelbert von York Liudger zum Diakon. Von einem Aufenthalt in Utrecht (768/769) unterbrochen, hielt sich Liudger bis Mitte 772 in England auf. Konflikte zwischen Angeln und Friesen zwangen ihn zur Rückkehr ans Utrechter Martinsstift, das er erst nach dem Tod Gregors wieder verließ (775). Im Andenken an seine Utrechter Zeit verfasste Liudger bald nach dem Tod seines Lehrers eine Lebensbeschreibung Gregors, die Vita Gregorii.

### Missionstätigkeit
Ein erster Missionsauftrag führte Liudger nach Deventer, wo er über dem Grab des Friesenmissionars Lebuin († 773) die Kirche neu errichtete (775/776). 776 begann er mit der Friesenmission. Im friesischen Ostergau missionierte Liudger nach seiner Priesterweihe in Köln (7. Juli 777), indes unterbrochen von der Sachsenerhebung unter Widukind (784). Liudger begab sich damals auf Pilgerreise nach Rom (784) und Montecassino (784/785–787). Nach seiner Rückkehr nach Friesland ernannte der Frankenkönig Karl der Große (768–814) Liudger zum Missionsleiter für das mittlere Friesland (787), auch wurde der Missionar mit Leitung und Besitz des Petrusklosters zu Lothusa (Leuze) betraut. In die Zeit der Friesenmission fällt die Reise Liudgers nach Helgoland (um 791). Der Sachsen- und Friesenaufstand von 792 war vielleicht Anlass, dass Karl der Große Liudger die Missionsleitung im westlichen Sachsen übertrug. In der Folgezeit entstand um Münster und das dort 793 von Liudger gegründete Kanonikerstift ein Missionsbistum mit einem ausgedehnten Pfarrsystem. In Nottuln ließ Liudger eine Kirche erbauen, und er soll dort die Gründung einer Gemeinschaft von Sanktimonialen gefördert haben. Auch während seiner Tätigkeit in Westfalen wahrte Liudger die Verbindung zu seinem friesischen Missionsfeld.

### Kloster- und Bistumsgründung

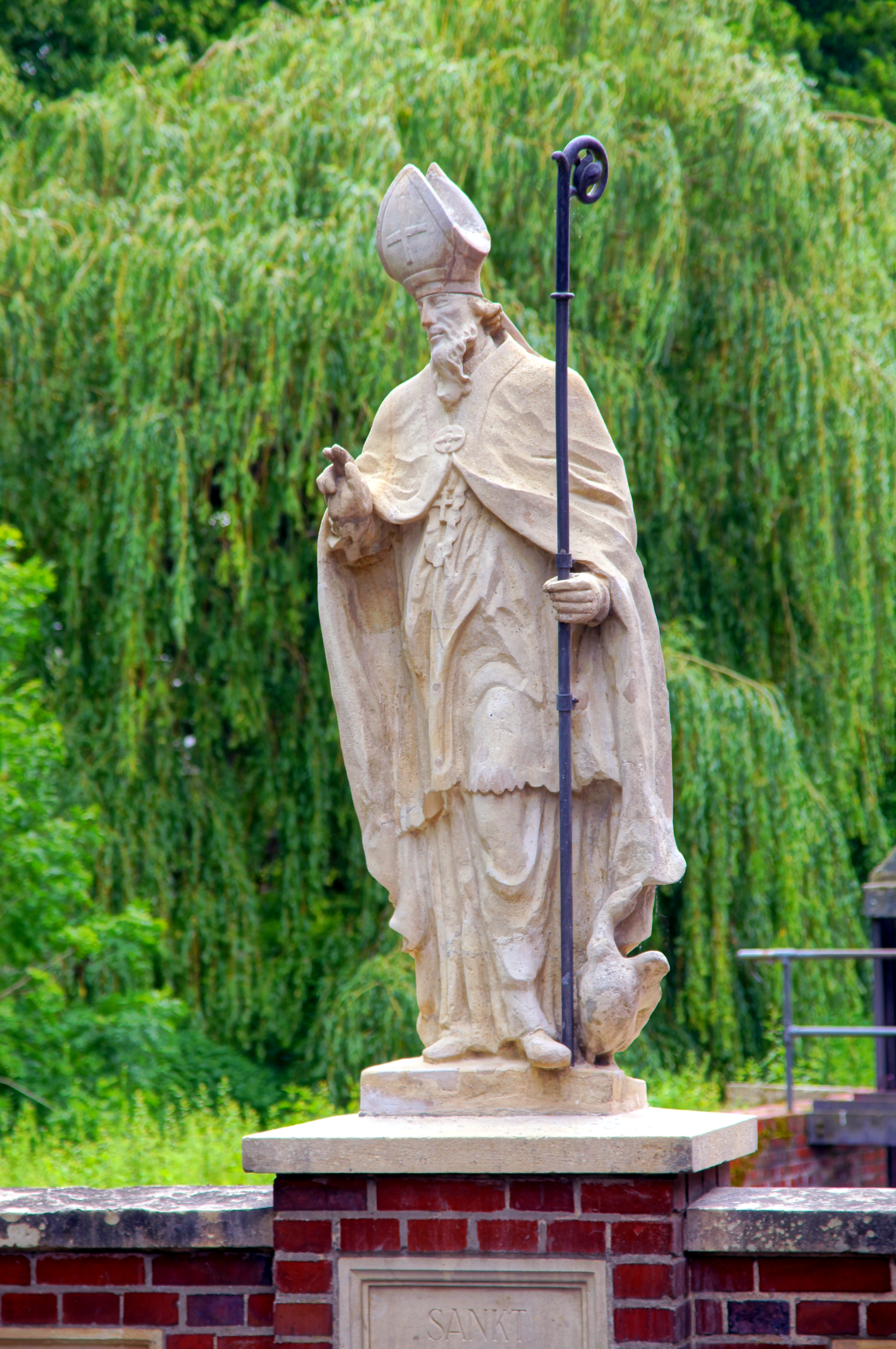
Statue Liudgers im Bischofsornat aus Coesfeld

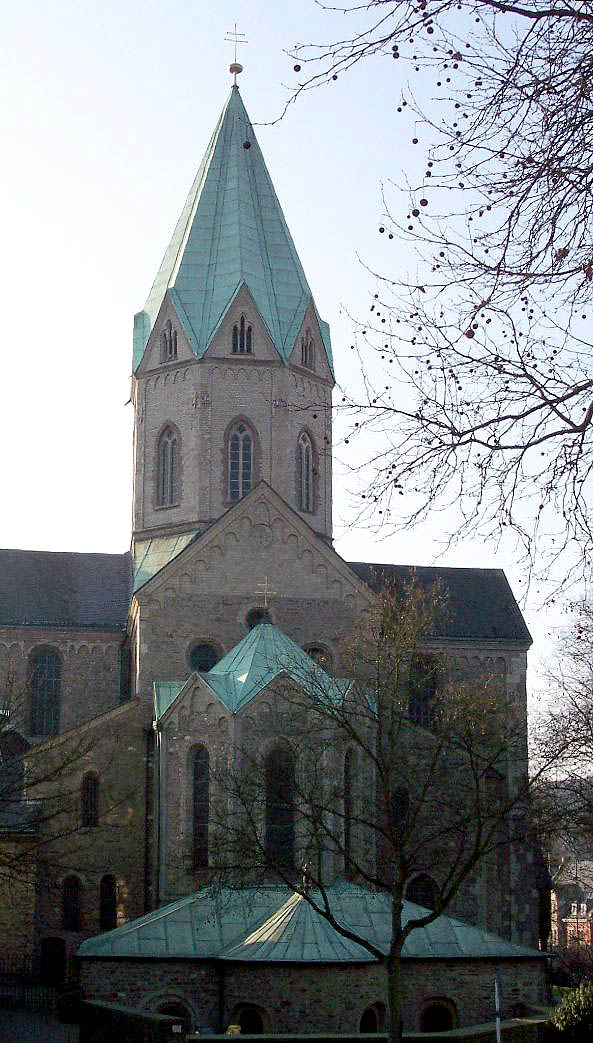
Ludgerusbasilika in Essen-Werden. Liudgers Grab befindet sich in der Krypta im Bildvordergrund

Die Pläne Liudgers, selbst eine geistliche (Mönchs-)Gemeinschaft zu errichten, müssen um diese Zeit Auftrieb bekommen haben. Aus Rom soll Liudger dazu Salvator-, Marien- und Apostelreliquien erhalten haben. Die ersten Versuche einer Klostergründung (in Wierum, Wichmond und an der Erft) scheiterten, die Klostergründung in Werden an der unteren Ruhr aber gelang. Sie war von Liudger, der dort seit 796 systematisch Gütererwerb betrieb, von langer Hand geplant worden. Um 800 gründete er auf erworbenem Grund und Boden schließlich sein Werdener Eigenkloster, das lange unter der Leitung von Familienmitgliedern Liudgers, den Liudgeriden, verblieb. Unterdessen ging die Ausgestaltung des künftigen Bistums Münster weiter: Liudger wurde am 30. März 805 vom Kölner Erzbischof Hildebold (787–818) zum ersten Bischof von Münster geweiht, das Bistum damit auf augenfällige Weise der Kölner Kirchenprovinz angegliedert.
Die letzten Jahre vor seinem Tod hat der Bischof seinen kirchlichen Amtsbezirk (Sprengel) mehrfach bereist. Auf solch einer Reise ist Ludgerus am 26. März 809 in Billerbeck gestorben. Er kam von Coesfeld, wo er zum letzten Mal predigte. Auf dem Weg zwischen Coesfeld und Billerbeck hat er noch einmal das Münsterland gesegnet. Heute heißt dieser Ort Ludgerirast. In Billerbeck feierte er am Passionssonntag 809 seine letzte heilige Messe. In der folgenden Nacht starb er hier im Kreis seiner Brüder an der Stelle, an der sich heute der Südturm der Propsteikirche St. Ludgerus erhebt. Der Leichnam wurde in seine Bischofsstadt Münster gebracht, um ihn dort aufzubahren. Einen Monat später überführte man Liudger nach Werden und bestattete ihn östlich der ersten Abteikirche am 28. April gemäß seinem letzten Willen außerhalb der Kirche nahe dem Hauptaltar. Von dieser durch einen in der Zwischenzeit gefällten Baum markierten Stelle hatte er nach der Altfrid-Vita die Bauarbeiten verfolgt. Im zweiten Viertel des 9. Jahrhunderts wurde über dem Grabort („locus arboris“) die Krypta der Abteikirche errichtet.
Im Unterschied zur zwangsweisen Missionierung, teilweise mit Feuer und Schwert, die z. B. von Karl dem Großen erfolgreich angewandt wurde, war Liudgers Stil in der Missionierung ein friedlicher. Während es in den von Karl dem Großen missionierten Herrschaftsgebieten meist ausreichte, den herrschenden Fürsten zu überzeugen, missionierte Liudger im westlichen Sachsen, dem heutigen westlichen Westfalen, einem Gebiet, in dem es unzählige voneinander unabhängige Stämme gab. Durch Überzeugungsarbeit und Predigten vergrößerte er das christliche Territorium, ohne Zwangsmittel anzuwenden. Kriegshandlungen wich er dabei aus, kehrte aber alsbald nach Eroberung neuer Gebiete zurück. Zum Ende der Sachsenkriege begleitete er 798 Karl den Großen ein einziges Mal auf einem Feldzug in Minden.

## Verehrung

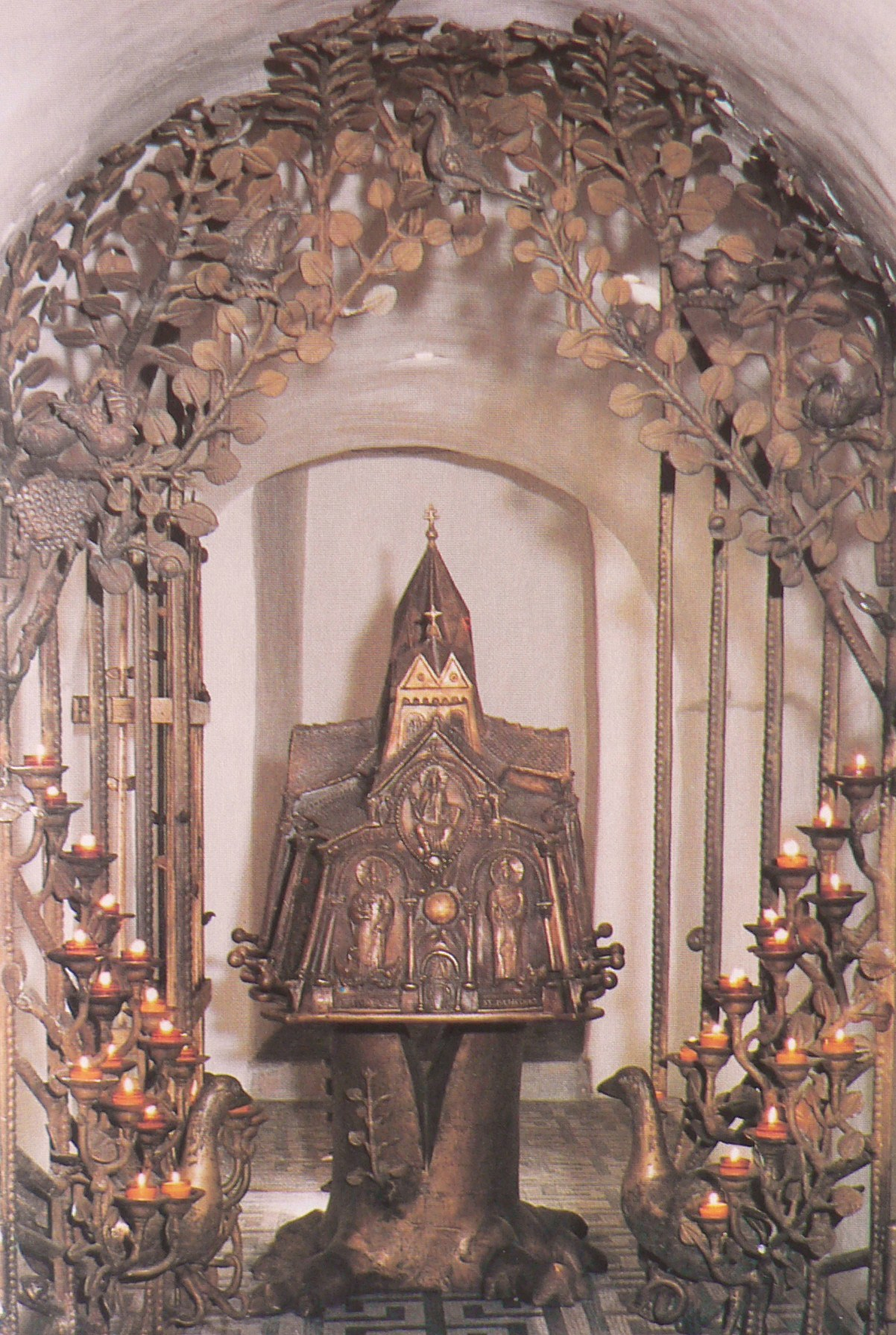
Krypta mit Schrein St. Liudgers

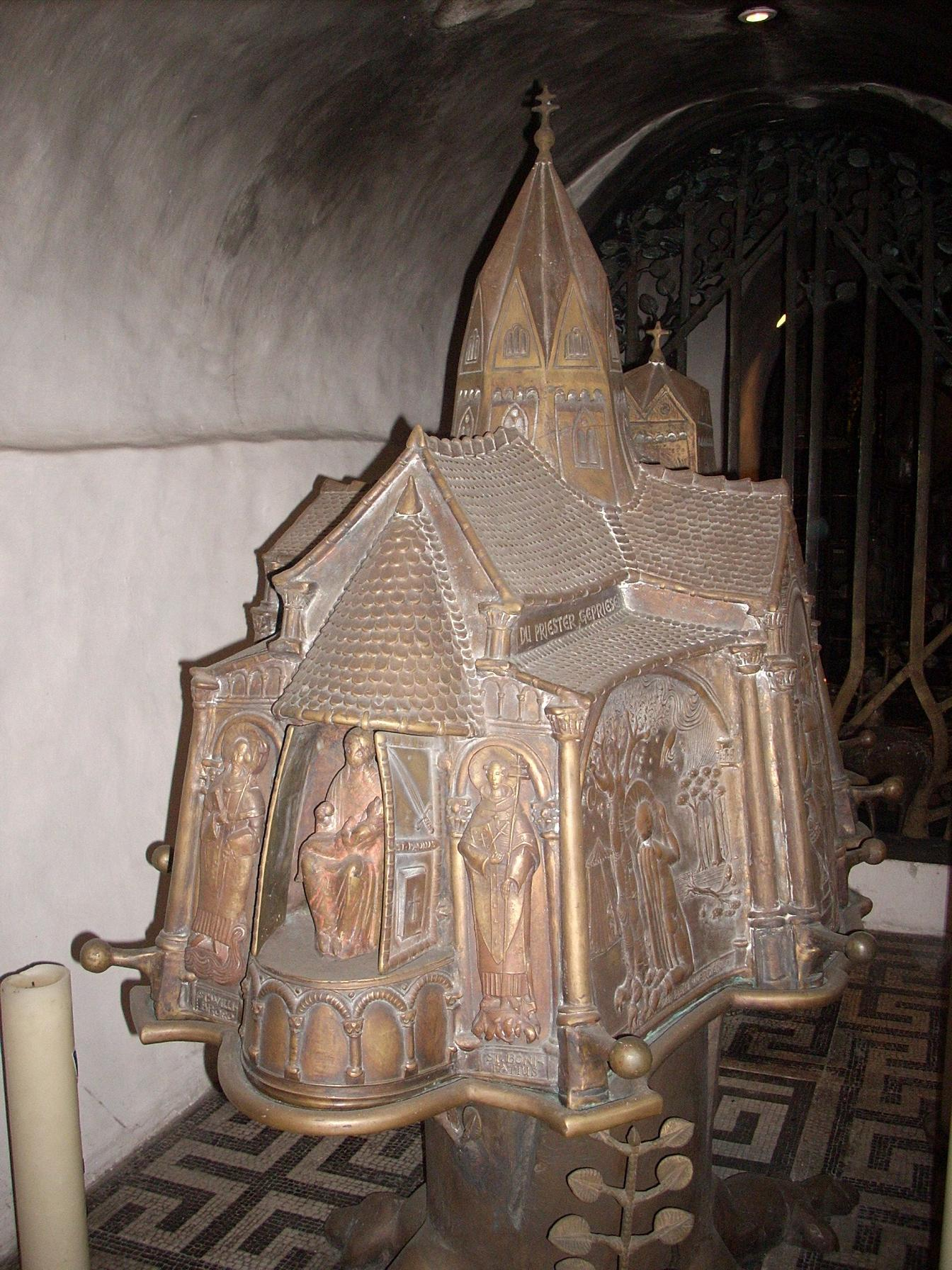
Ludgerusschrein Apsisseite

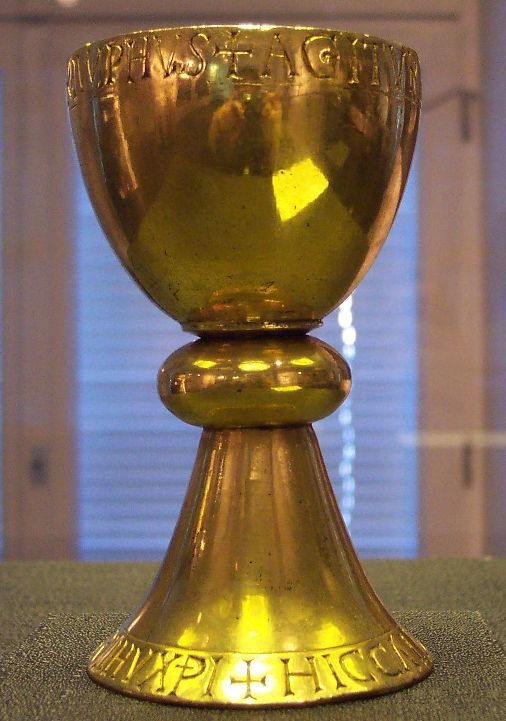
Sog. Kelch des heiligen Liudger

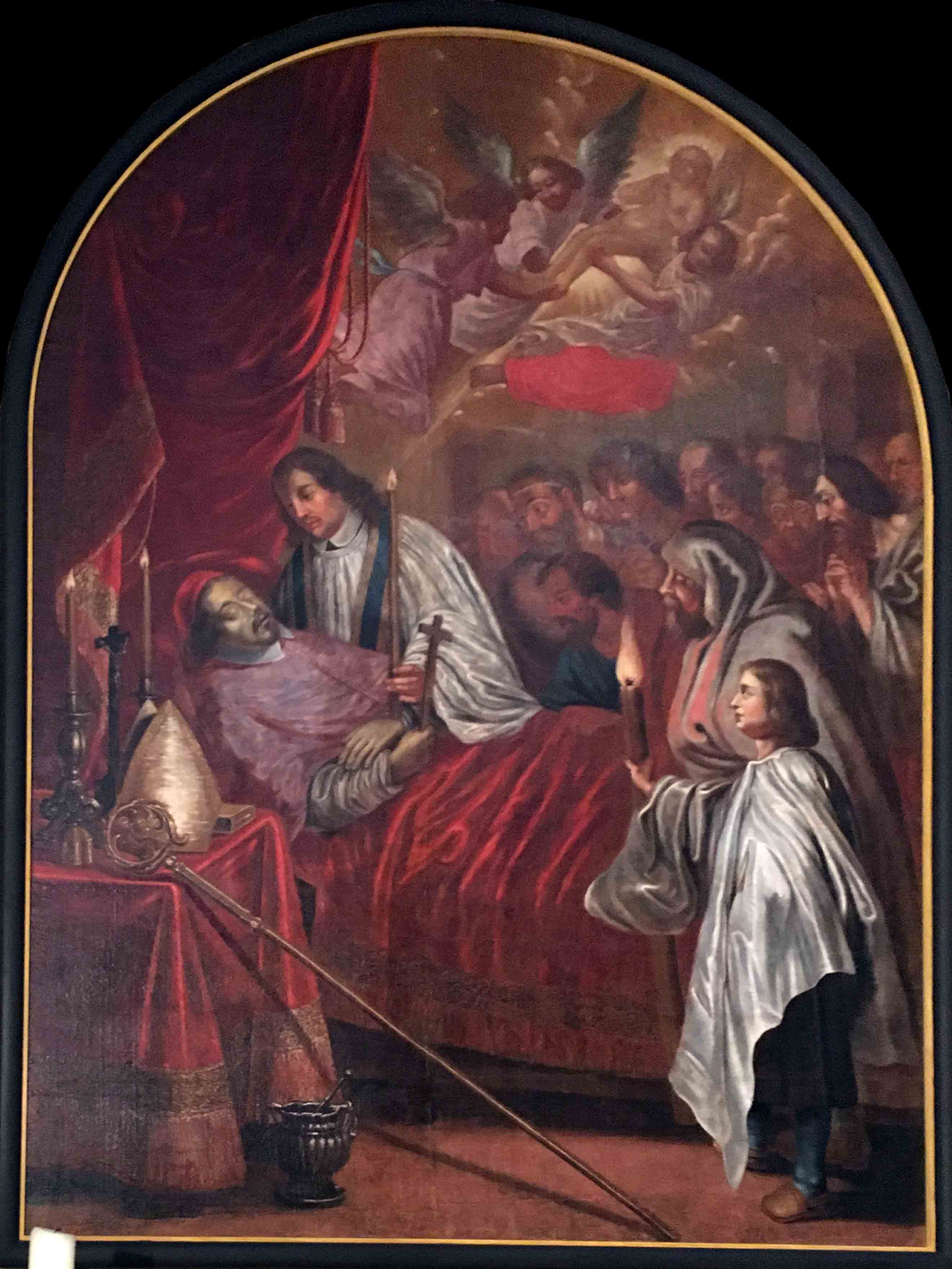
Der Tod Liudgers in einem barocken Gemälde des Billerbecker Domes

### Liudgerverehrung in Werden
Liudger wurde schon bald nach seinem Tode an seiner Grabstätte Verehrung zuteil. Bereits in der Altfrid-Vita wird beschrieben, wie an seinem Grab ein Mädchen auf wunderbare Weise geheilt wurde. 847 erscheint Liudger erstmals als Mitpatron der Werdener Abteikirche, deren Hauptpatrone (Salvator, Maria, Petrus) er spätestens seit dem 11. Jahrhundert verdrängt hatte. Unter dem Werdener Abt Gero wurde die Kryptaanlage neu erbaut. Dessen Nachfolger Adalwig ließ für die Reliquien einen silbervergoldeten Prunkschrein schaffen, der, mit einer Stirnseite auf dem Hauptaltar der Kirche, mit der anderen auf zwei, noch heute in der Werdener Schatzkammer ausgestellten Marmorsäulen, aufgestellt war. Dieser Schrein ging in der Barockzeit verloren. Seit 1128 werden die Gebeine Liudgers einmal im Jahr durch Werden getragen. Die Prozession wurde von Abt Bernhard zum Dank für gute Witterung nach einer längeren Schlechtwetterperiode eingeführt. Seit dem 13. Jahrhundert findet sie jeweils am ersten Sonntag im September statt. 1787 wurde für diese Prozessionen vom Essener Silberschmied Schiffer der noch heute benutzte Prozessionsschrein angefertigt. Die liturgischen Bräuche der Prozession wurden 1910 im Werdener Pilgerbuch zusammengefasst. 1984 schuf der Künstler Gernot Rumpf für die Reliquien den sich heute in der Krypta der Abteikirche befindenden Bronzeschrein, dessen Form die Umrisse der Abteikirche aufgreift.
Als Reliquien Liudgers wurde auch ein um 1060 entstandener Kelch und das Helmstedter Kreuz angesehen. Dem heute in der Werdener Schatzkammer aufbewahrten Gürtel Liudgers wurde eine helfende Wirkung bei schweren Geburten zugeschrieben.

### Das Münstersche Büchlein über die Wunder des heiligen Liudger
Die ihm zugeschriebenen Wunder sind zum Teil in der Vita Liudgeri, aber auch im Münsterschen Büchlein zusammengefasst. So soll unter anderen ein blindes Mädchen aus Balve im Jahr 864 am Grab Liudgers in der Krypta des Klosters Werden ihr Augenlicht zurückerhalten haben.
Neben Dom und Kapelle in der Marienkirche (Ludgerusturm) war die von den Bischöfen Ludwig I. von Wippra (1169–1173) und Hermann II. von Katzenelnbogen (1174–1203) im Süden der Stadt errichtete Ludgerikirche ein Bezugspunkt münsterischer Liudgerverehrung. Ein wohl vom ersten Priester dieser Kirche um 1170 verfasster Libellus Monasteriensis de miraculis sancti Liudgeri („Münstersches Büchlein über die Wunder des heiligen Liudger“) schildert den Kult um ein wundertätiges Kreuz mit Reliquien Liudgers, das in St. Ludgeri Wunder wirkte.
Der Libellus, in einfachem, manchmal etwas unverständlichem Latein verfasst, von Germanismen durchsetzt und in der Überlieferung direkt der Vita Liudgeri tertia folgend, schildert in 17 Kapiteln hauptsächlich die durch Liudger bewirkten Wunder, die ausschließlich mit der Heilung von Krankheiten zu tun haben. Augenkrankheiten stehen im Vordergrund, es folgen Krankheiten an den Beinen, aber auch die Heilung von Irrsinn wird geschildert. Sogar ein verschwundener Junge kann mit göttlicher Hilfe und mit der seines Heiligen Liudger wiedergefunden werden. Das Muster der Heilungen ist dabei dasselbe: Die Heilung erfolgt nach der Anrufung Liudgers und dem Versprechen nach Münster zu kommen und dahin, d. h. zu Kirche und wundertätigem Kreuz, Opfergaben zu bringen. Heilung also nicht ohne Gegenleistung. (Fast) immer wird auch die Wahrheit der vollzogenen Heilungen betont durch das Zitieren von Zeugen, die die Heilung mitverfolgt haben. Das Zeugnis göttlichen Handelns wird ebenso herausgestellt. Um 800 gab es im Münsterland eine große Graugänseplage. Liudger soll diese zurückgedrängt haben. Es gab noch eine Dürre. So soll er außerdem die Gänse veranlasst haben, so lange mit den Füßen zu scharren, bis sie auf Wasser stießen und man hier einen Brunnen bauen konnte. Der hl. Liudger wird seit dem 17. Jahrhundert meist mit einer Gans als Attribut dargestellt, so etwa in den Wappen des Altkreises und des heutigen Kreises Coesfeld.
Wirkung entfaltete das „Münstersche Büchlein über die Wunder des heiligen Liudger“ in der Folge kaum. Auch den Liudgerkult in der St.-Ludgeri-Kirche wird man nicht überbewerten, stand er doch schon damals, am Ende des 12. Jahrhunderts, in Münster und Umgebung im Schatten wesentlich bedeutenderer Wallfahrten, etwa nach Santiago de Compostela. Dem feststellbaren Zurücktreten der Liudgerverehrung im Münster des späten Mittelalter entspricht schließlich die Tatsache, dass aus dieser Zeit keine weiteren Zeugnisse über die Verehrung des heiligen Missionars an St. Ludgeri überliefert sind. Insbesondere fehlen jegliche Hinweise auf das Kreuz mit den Liudgerreliquien.

### Die Rekognoszierung der Reliquien 2007/2008
Aufgrund der alljährlichen Prozessionen und der damit verbundenen Stöße und Erschütterungen bestanden Sorgen um die Werdener Reliquien, zudem waren an dem inneren Zinksarg Korrosionsschäden festgestellt worden. Aus diesem Grund gestattete der damalige Bischof von Essen Felix Genn im Sommer 2007, den Sarg des Heiligen zu öffnen und den Zustand zu prüfen. Zu diesem Zweck wurde der verschlossene Zinksarg am 30. Oktober 2007 von der Werdener Abteikirche in das Mutterhaus der Barmherzigen Schwestern von der heiligen Elisabeth in Essen-Schuir überführt. Dort wurde er am folgenden Tag durch Bischof Genn im Beisein von Sachverständigen und Restauratoren geöffnet. Bis zum 16. Mai 2008 wurden die Reliquien und der übrige Schreininhalt gesichtet, bestimmt, die Urkunden der bisherigen Öffnungen dokumentiert sowie der Zinksarg durch einen neuen Edelstahlsarg ersetzt, der im Inneren des Bronzeschreins in der Krypta deponiert wurde.
Die anthropologische Bestandsaufnahme der Reliquien ergab, dass das Skelett größtenteils vollständig war. Es handelte sich um einen über 60-jährigen, eher sogar über 65-jährigen Mann von etwa 1,82 m Größe und eher grazilem Körperbau, der vermutlich Rechtshänder war. Die Zähne waren besser erhalten als nach dem biologischen Alter der Person zu erwarten, allerdings rechts stärker abgenutzt als links, was möglicherweise mit einem Zahnverlust im linken Oberkiefer zu Lebzeiten erklärt werden kann. Degenerative Veränderungen am Skelett bestanden nicht, so dass auf einen gehobenen sozialen Status des Verstorbenen geschlossen werden konnte. Das Sterbealter wie auch der soziale Status decken sich mit Liudger, so dass aufgrund der ununterbrochenen Verehrung die Authentizität der Reliquien gesichert ist.

### Patrozinien: Nach Liudger benannte Gebäude und Orte

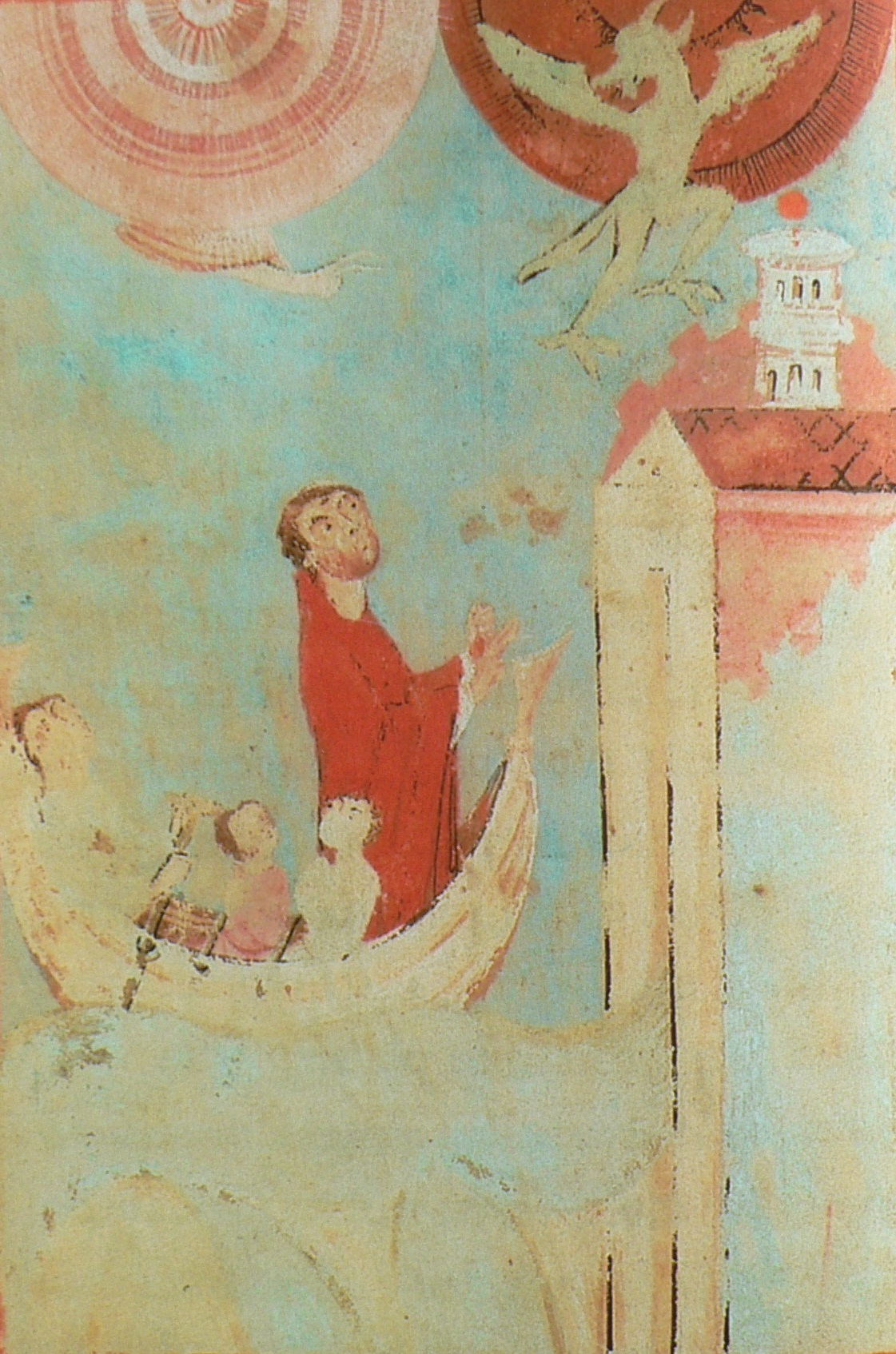
Liudger bei der Überfahrt nach Helgoland. Buchmalerei aus der Vita secunda Liudgeri, 11. Jh.

#### Sonstige Einrichtungen
- Ludgerus-Grundschule in Albersloh
- Ludgeri-Hauptschule in Altenberge
- Kath. Ludgeri-Grundschule in Billerbeck
- Exerzitienhaus Ludgerirast der Abtei Gerleve, Billerbeck
- Kath. Ludgerusgrundschule in Bocholt
- Ludgerus-Grundschule in Buldern
- Ludgeri-Grundschule in Coesfeld
- Liudger-Realschule in Emsbüren
- Ludgerusschule, Grundschule in Essen-Werden
- ehem. Ludgeri-Grundschule, heute Seniorenwohnanlage in Hamm (Bockum-Hövel)
- Städt. Kath. Ludgerus-Grundschule in Velbert
- Grundschule St. Ludgeri in Helmstedt
- Katholischer KiGa St. Ludgeri in Helmstedt
- St. Ludgerus Kindergarten in Heek
- Ludgerus-Grundschule in Lippborg
- Ludgeruskappelle in Lippborg
- St. Ludgeri-Schule Realschule Löningen
- Kath. Ludgerigrundschule in Lüdinghausen
- Katholischer Kindergarten St. Ludger Lüdinghausen
- Ludgeriplatz in Münster
- Collegium Ludgerianum (ehemaliges Konvikt) in Münster
- Liudgerhaus (Institut für Diakonat und Pastorale Dienste) in Münster
- Ludgerusschule in Rhede
- Ludgerusschule in Rhede (Ems)
- Ludgerischule, Grundschule in Selm
- Ludgeri-Schule, kath. Grundschule Mettingen
- Ludgerus-Grundschule Elte/Rheine
- Ludgerus Schützengilde Elte 1478
- Alte Kirche am Markt, Nordhorn (geweiht als St. Ludgerus-Kirche)
- Ludgerusschule in Vechta
- Ludgerus-Kliniken Münster
- Ludgerischule, kath. Grundschule in Neuenkirchen
- Gilwell St. Ludger e. V. in Haltern am See

### Vereinigungen und Gemeinschaften
Seit dem Jahr 1984 steht der Schützenverein Wessendorf St. Liudger 1834 e. V. in Stadtlohn anlässlich seines 150-jährigen Vereinsjubiläums unter dem Patronat des heiligen Liudger. Seitdem ist der heilige Liudger – neben dem Wappen von Loen – Teil des Vereinslogos.
Die bis 2018 in Werden wirkende „Gemeinschaft des heiligen Liudger“ und die „Ludgerus-Bruderschaft“ haben auf einem Vereinigungskonvent am 24. März 2018 beschlossen, ihre beiden Traditionen nunmehr unter dem Namen Ludgerus-Gemeinschaft e. V. als Gemeinschaft bischöflichen Rechts gemeinsam fortzuführen.
Weitere Vereinigungen gibt es in Billerbeck und Helmstedt. Ludgerus ist auch im Wappen der Stadt Helmstedt abgebildet.

### Baumberger Ludgerusweg
Der Baumberger Ludgerusweg, eine vom Baumberge-Verein beschilderte und vom Deutschen Wanderverband als „Qualitätsweg Wanderbares Deutschland“ ausgezeichnete Wanderroute, erinnert an das Wirken Liudgers im Münsterland. Die Wanderstrecke führt über rund 30 Kilometer vom Tilbecker Mordkreuz durch die Baumberge nach Coesfeld. Auf bzw. am Weg liegen der Ludgerusdom in Liudgers Sterbeort Billerbeck, die Ludgerirast auf dem Coesfelder Berg und die Benediktinerabtei Gerleve.

## Wirkung in der Musik

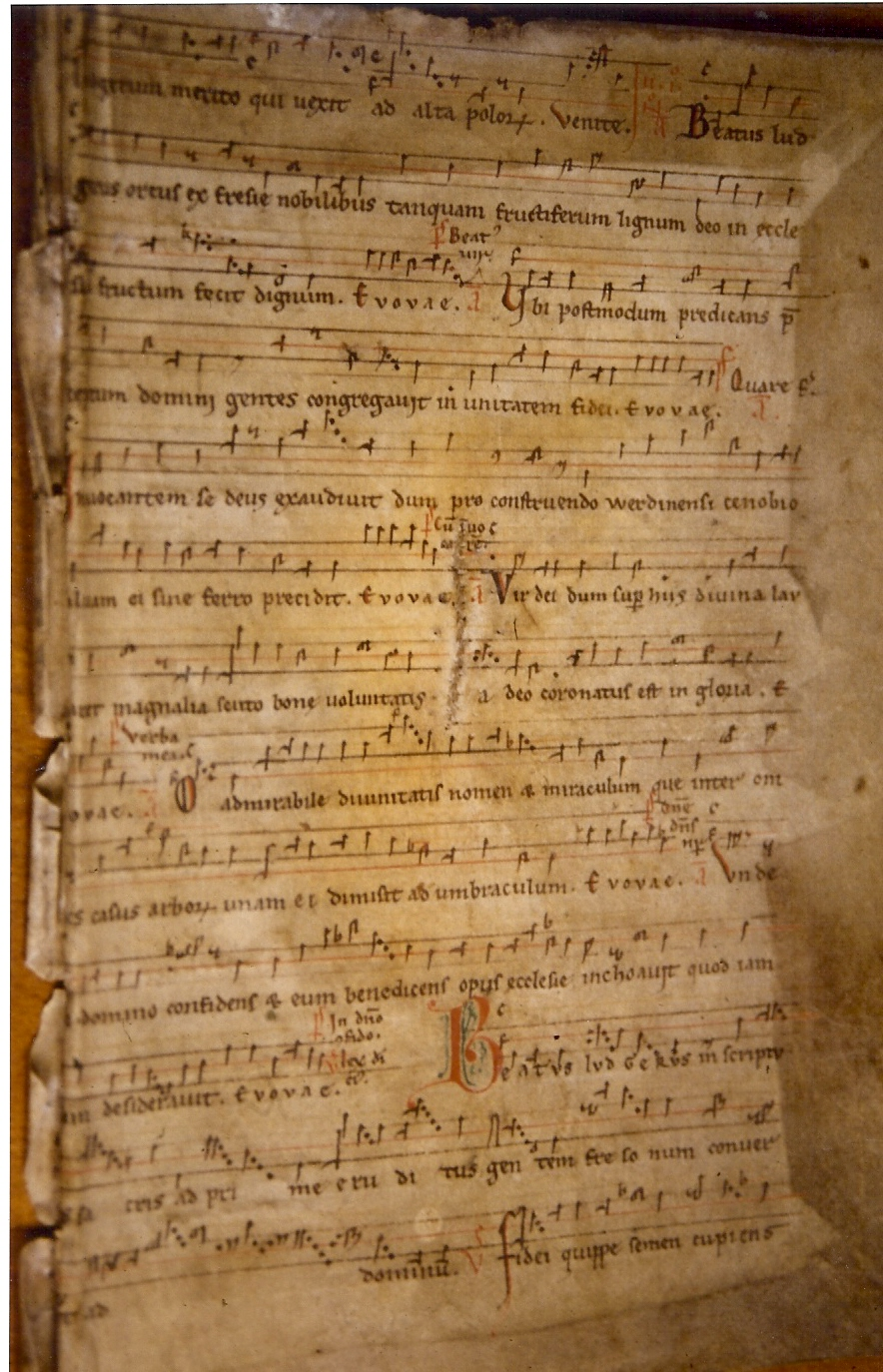
Liudger-Offizium der ehem. Abtei Essen-Werden, heute im Besitz der Abtei Gerleve

- Liudger-Offizium: Antiphon: Beatus Ludgerus; Antiphon: Ubi postmodum; Antiphon: Invocantem se deus; Antiphon: Vir dei; Antiphon: O admirabile divinitatis nomen; Antiphon: Unde in domino; Responsorium: Beatus Ludgerus; Responsorium: Gaude mater

Das Liudger-Offizium aus der Abtei Essen-Werden ist eines von drei überlieferten Offizien zu Ehren der Heiligen. Die Antiphonen und Responsorien sind im Stile der Spätgregorianik des 12. Jahrhunderts komponiert. Die Texte basieren auf der Vita secunda Sancti Liudgeri und berichten über die Missionstätigkeit des Heiligen. Die Notenschrift (Neumennotation) ist auf vier Linien notiert und entspricht im Wesentlichen den Gepflogenheiten des 12. Jahrhunderts. Das Quilisma wird sowohl im Ein- als auch im Mehrtonabstand verwendet. Die Melodiebildung bei den Antiphonen ist, wie bei Kompositionen für die Tagzeitenliturgie üblich, oligotonisch, die der festlichen Responsoria prolixa sind melismatischer gestaltet. Eine Besonderheit der Notation ist die Clivis quadrata, die dem Pes quadratus entspricht.
- Liudger-Messe, Introitus: Posuit Dominus, Graduale: Repletum est gaudio, Tractus: Scitote, quoniam mirivicavit Dominus, Offertorium: Adducam eos in montem, Communio: Congregabit eos et custodiet. Das Formular erarbeitete Notker Kamber OSB, Gerleve 1957.

- Deutsche Liudger-Vesper, Melodien/Psalmodie: Heinrich Rohr 1958.

- Antiphon vom heiligen Liudger. In: Antiphonale Monasteriense (1575), Diözesan-Archiv Münster.

- Deutsche Hymnen

Frohen Herzens laßt uns singen Liudger Lobpreis und Ruhm, Münstersches Gesangbuch 1950
Froh soll unser Lob dich grüßen, heil'ger Bischof Liudger, Text: W. Hünermann, Melodie: W. Bäumer (Coesfeld)
Laß den Preis uns freudig singen deiner hohen Heiligkeit, Text: Emil Lengeling, Münstersches Gesangbuch 1950
Liudgerus, Vater, treuer Hirt, Werdener Pilgerbuch 1910
O Liudgere, der die Friesen, Werdener Pilgerbuch 1910
Sankt Liudger, der hochedle Fries, Münster 1866
- Litaneien

nach Werdener Überlieferung, Melodie: Hugo Berger
nach Münsteraner Überlieferung, Melodie: Heinrich Rohr
nach Billerbecker Überlieferung, Melodie: Heinrich Rohr

## Festtag
- Katholisch: 26. März (Nicht gebotener Gedenktag im Regionalkalender für das deutsche Sprachgebiet)
  - Hochfest im Bistum Münster
  - Fest im Bistum Essen
- Evangelisch: 26. März (Gedenktag im Evangelischen Namenkalender der EKD)[11]
- Orthodox: 26. März

## Weiterführendes
- Heriburg von Nottuln, die angebliche Schwester Liudgers

## Werke
- Liudgeri vita Gregorii abbatis Traiectensis Online-Version (lat.) Übersetzung (dt.) (auch hier).
- Altfrid, Vita Sancti Ludgeri Online-Version (lat.) Übersetzung (dt.)
- Officium Parvum de S. Ludgero Frisonum, Saxonum, Et Westphphalorum Apostolo, In Imperiali, Libero, & Exempto Monasterio Werdinensi (quod unà cum Helmstadiensi munificentissimè fundavit) quiescente; miraculis ante, & post obitum clarissimo. [Erscheinungsort nicht ermittelbar], nach 1712 Digitalisat

## Tonträger
- CONFESSOR O DIGNISSIME. Offiziumsgesänge zu Ehren des hl. Ludgerus. Ensemble Vox Werdensis, Ltg. Stefan Klöckner, Essen-Werden, September 2014.